# Schiefer Turm von Dausenau

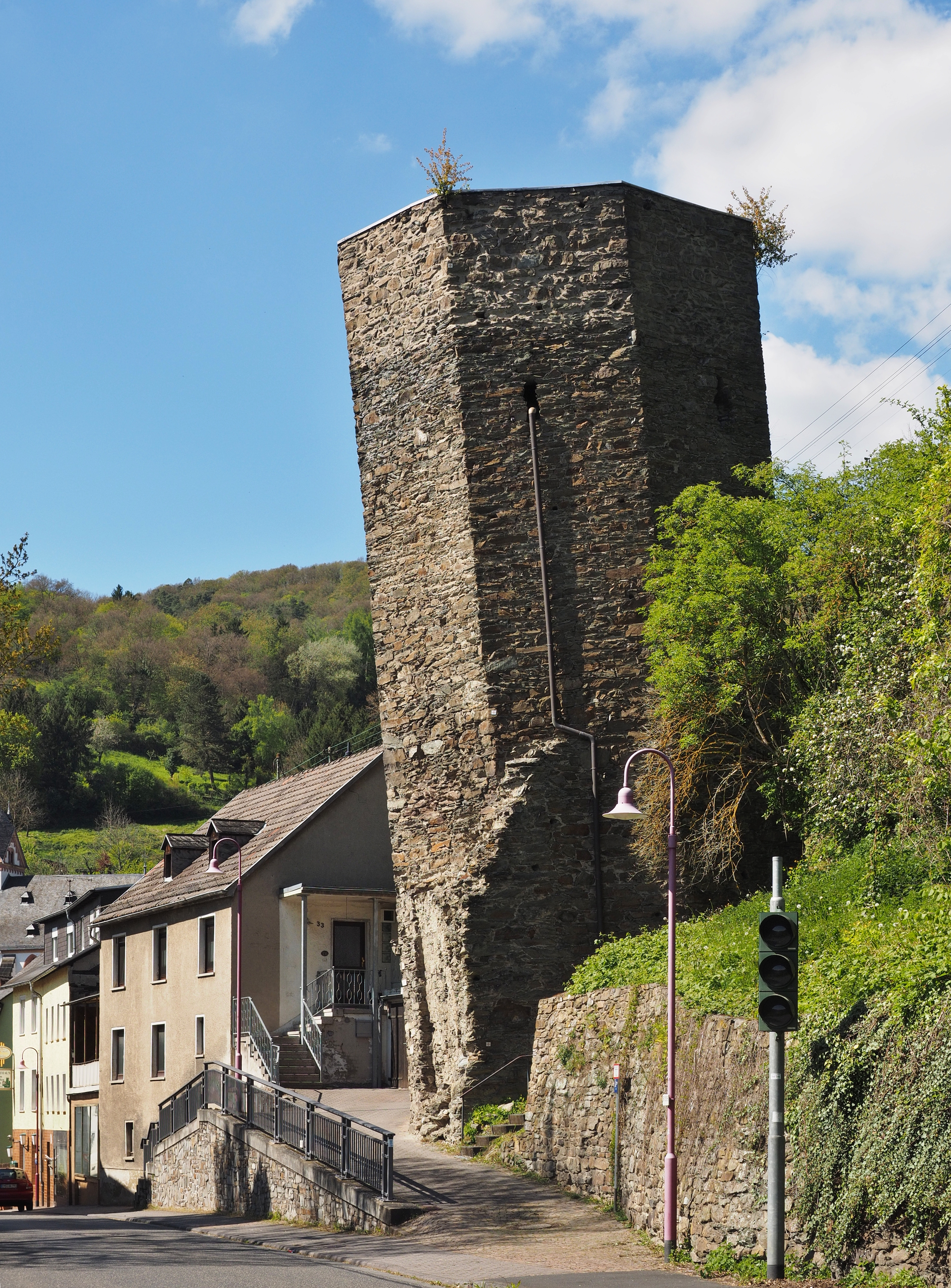
Ansicht von Südost

Der Schiefe Turm von Dausenau ist ein Turm der mittelalterlichen Stadtmauer von Dausenau, einer an der Lahn gelegenen Ortsgemeinde im rheinland-pfälzischen Rhein-Lahn-Kreis. Er weist mit 5,22 Grad die zweithöchste bekannte Neigung aller ursprünglich vertikal gebauten Türme auf. Schiefer ist der Schiefe Turm von Gau-Weinheim.

## Errichtung
Nachdem der Ort 1348 die Stadtrechte erhalten hatte, wurde der Bau einer Befestigungsanlage vermutlich im Jahr 1359 abgeschlossen. Darin war der Turm Teil des Ortsausgangs in Richtung Nassau.
Zu Beginn des 19. Jahrhunderts wurde unterhalb des Turms ein Teil der Stadtmauer mit der Beulspforte abgebrochen und die damalige Durchgangsstraße und spätere B 260 tiefer gelegt. Da auch die oberhalb anschließende Stadtmauer auf einige Meter abgebaut wurde, steht der Turm seitdem frei.
Der Turm ist heute nicht begehbar. Eine Eingangstreppe an der Nordseite ist seit dem Teilabriss der Stadtmauer nicht mehr zu erreichen.

## Neigung
Ursprünglich war der Turm etwa 25 Meter hoch. Nachdem seine Schräglage im 19. und 20. Jahrhundert immer stärker wurde und er sich sogar drehte, wurde sein Mauerwerk ab 1950 um etwa 7,5 Meter abgetragen. Heute wird seine Höhe mit 16,39 Metern angegeben.
Die Bewegung des Turms wird seit dem frühen 20. Jahrhundert mit Hilfe von Gipsmarken beobachtet. Dabei werden die Siegel genau über einem Spalt angebracht. Bricht ein Siegel, ist dies ein Zeichen dafür, dass die Neigung des Turms noch immer zunimmt. Das letzte Siegel von 1979 ist bislang nicht gerissen, jedoch führt ein Riss links daran vorbei.
Ausweislich der letzten bekannten Messungen ist der Schiefe Turm von Dausenau ein klein wenig mehr geneigt als der Schiefe Turm von Suurhusen, der bis 2022 als schiefster Turm der Welt ins Guinness-Buch der Rekorde aufgenommen wurde und deutlich schiefer ist als der Schiefe Turm vom Pisa (3,97 Grad). Eine Messung im Jahr 2003 ergab für den Schiefen Turm von Dausenau eine Abweichung von der Senkrechten um 5,8 Gon, entsprechend 5,22 Grad. Damit übertraf er den Rekord von Suurhusen (5,19 Grad) geringfügig und sollte daher damals als schiefster Turm der Welt gelten. Abgelehnt wurde die Anerkennung von der Guinness-Buch-Redaktion mit der Begründung, es handle sich bei dem Turm um eine Ruine.

### Ursachen der Neigung
Der Schiefe Turm von Dausenau steht bergseitig auf massivem Fels, talseitig jedoch auf lehmdurchsetztem Untergrund. Bei den Baumaßnahmen an der Durchgangsstraße verlor der Turm sein talseitiges Widerlager und mit der Stadtmauer auch eine wesentliche Stütze. Der Ausbau der Lahn zu einer schiffbaren Wasserstraße in der Mitte des 19. Jahrhunderts mit dem Bau von Stauwehren (bei Dausenau 1926) erhöhte den Grundwasserstand und damit die Durchfeuchtung des Untergrundes. Auch der zunehmende Straßenverkehr, insbesondere der im 20. Jahrhundert aufgekommene Lastwagenverkehr mit seinen Erschütterungen, trug zu seiner Neigung bei. Seitdem die B 260 den Ort am linken Lahnufer umgeht, ist die unmittelbare Umgebung des Turms frei von Durchgangsverkehr.

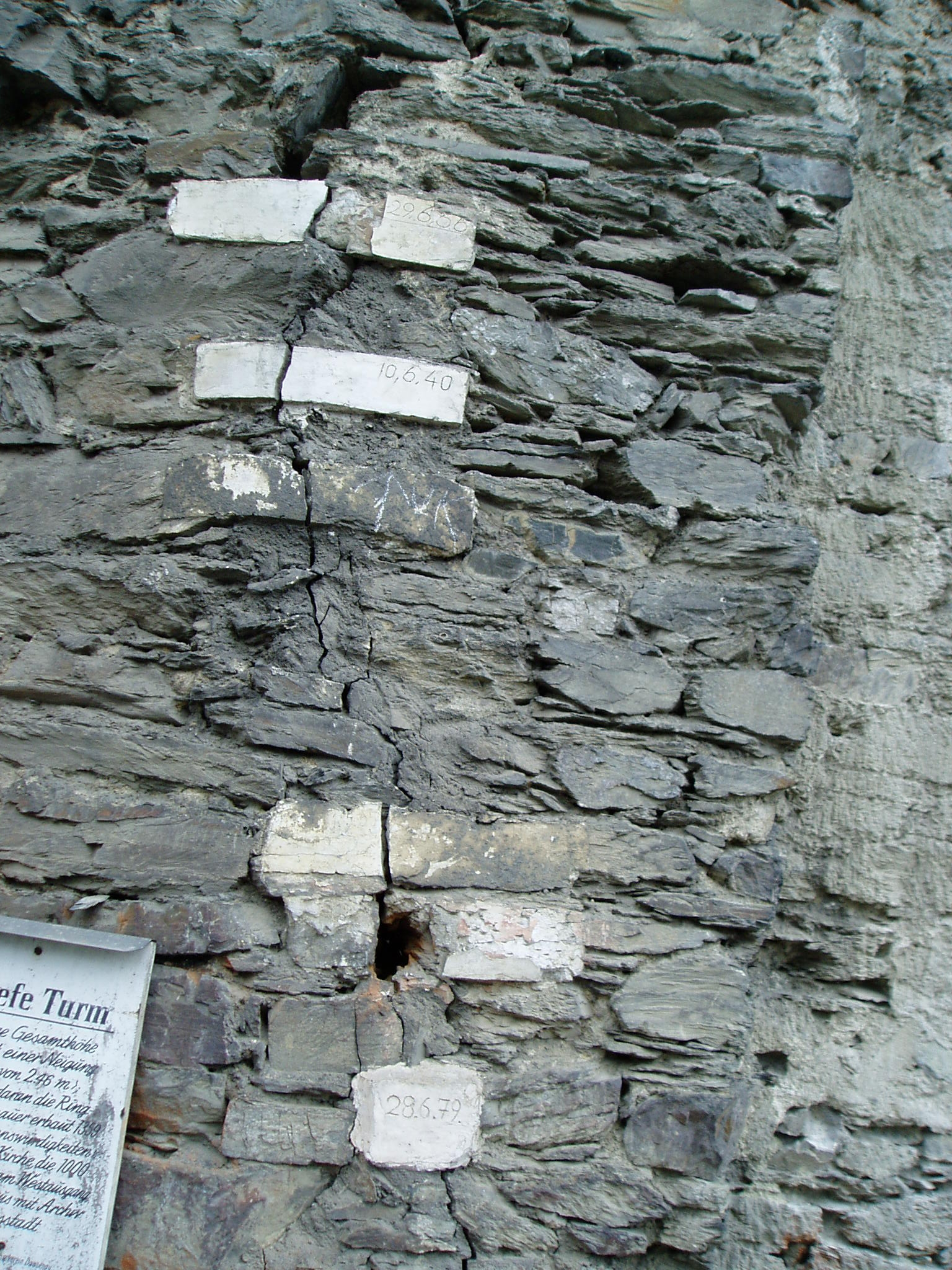
Betonsiegel zur Beobachtung der Rissbildung.
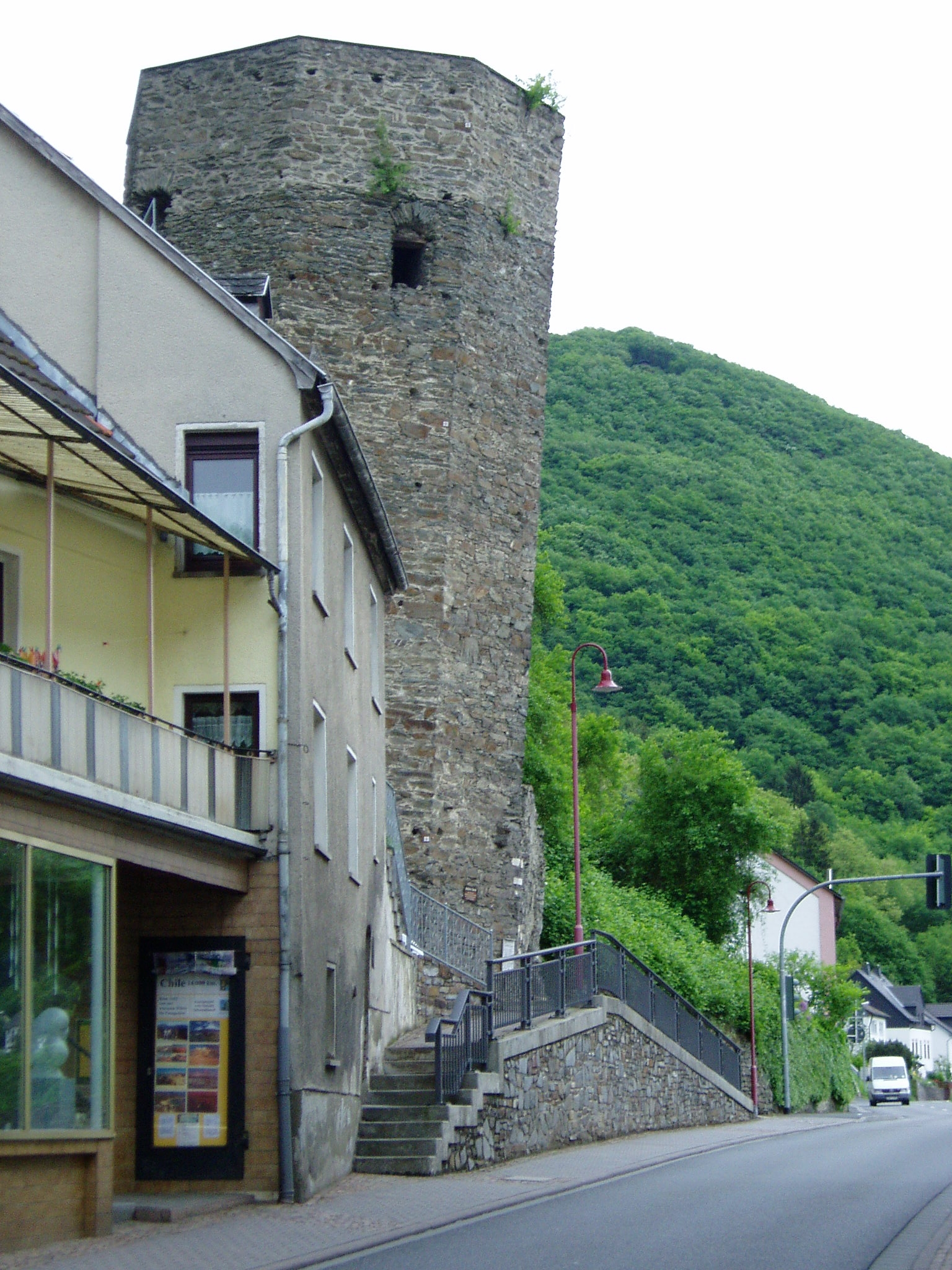
Schiefer Turm aus westlicher Richtung.
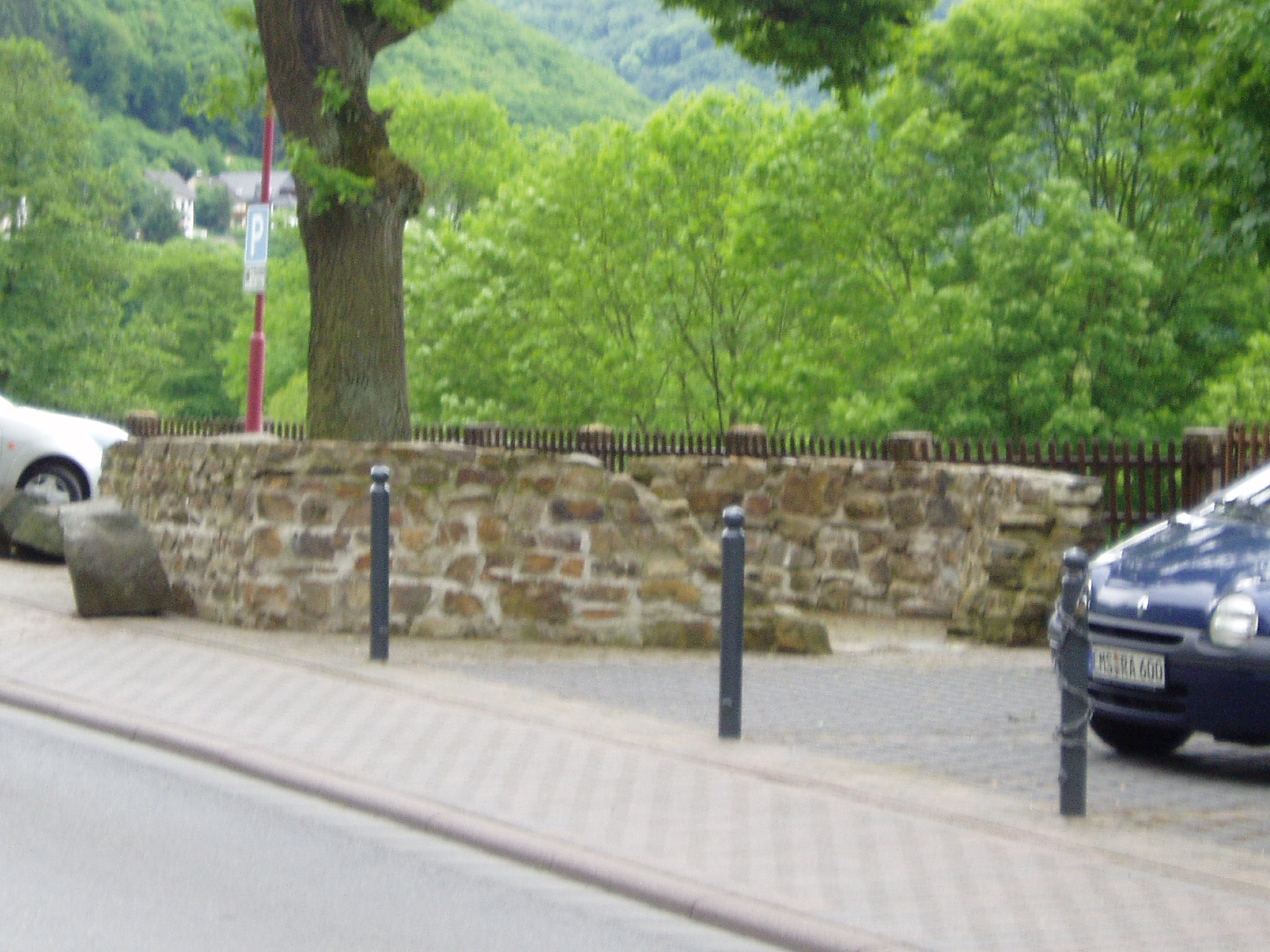
Turmstumpf des gegenüberliegenden Turmes (Rekonstruktion). Hier hatte die Beulspforte gestanden.